# Эмоциональное выгорание
Синдром эмоционального выгорания (англ. burnout) — понятие, введённое в психологию американским психиатром Гербертом Фройденбергером в 1974 году, проявляющееся нарастающим эмоциональным истощением. Может повлечь за собой личностные изменения в сфере общения с людьми (вплоть до развития глубоких когнитивных искажений).
Сам термин «синдром выгорания» был введён К. Маслач в соответствии с трёхкомпонентной моделью «выгорания». «Выгорание» определялось как синдром и включало три компонента: эмоциональное истощение, деперсонализация («обезличивание» человека), а также редукцию личных достижений — умаление собственного достоинства.
Выгорание (англ. burnout) — понимается как состояние физического и психического истощения, возникшее в ответ на эмоциональное перенапряжение при работе с людьми. Ему особенно подвержены люди, чья трудовая деятельность связана с регулярным общением с другими людьми, эмоциональными сопереживаниями, большой ответственностью, трудящиеся с профессией типа «человек — человек», так как именно они подвержены постоянному взаимодействию и общению с людьми. Выгорание также понимается как профессиональный кризис, связанный не только с межличностными отношениями, но и с работой в целом.

## Классификация поМКБ

### Классификация поМКБ-10
- Класс: Факторы, влияющие на состояние здоровья населения и обращения в учреждения здравоохранения
- Блок: Обращение в учреждения здравоохранения в связи с другими обстоятельствами
- Код: Z73.0
- Название: Переутомление

### Классификация поМКБ-11
- Класс: Факторы, влияющие на состояние здоровья населения и обращения в учреждения здравоохранения
- Подкласс: Факторы, влияющие на состояние здоровья
- Блок: Проблемы, связанные с занятостью или безработицей
- Код: QD85
- Название: Выгорание

## Клиника
Проявляется нарастающим безразличием к своим обязанностям и происходящему на работе, дегуманизацией в форме негативизма по отношению как к клиентам (пациентам), так и к коллегам (сотрудникам), ощущением собственной профессиональной несостоятельности, неудовлетворенности работой, в явлениях деперсонализации, а в конечном итоге в резком ухудшении качества жизни.

## Факторы развития
Развитию этого состояния способствует необходимость работы в однообразном или напряжённом ритме, с эмоциональной нагрузкой при взаимодействии с трудным контингентом. Способствует этому и отсутствие должного вознаграждения (не только материального, но и психологического) за выполненную работу, что заставляет человека думать, что его работа не имеет ценности.
Фрейденбергер указывал, что такое состояние развивается у людей, склонных к сочувствию, идеалистическому отношению к работе, вместе с тем неустойчивых, склонных к мечтаниям, одержимых навязчивыми идеями. При этом синдром эмоционального выгорания может представлять собой механизм психологической защиты в форме частичного, либо полного исключения эмоций в ответ на травмирующие воздействия.
Отдельного изучения требует фактор влияния злоупотребления алкоголем на динамику развития синдрома эмоционального выгорания.
Встречается нередко и у лиц, работа которых связана с тесным контактом с людьми — у врачей, психологов, педагогов, людей, чья профессия относится к «помогающему» типу профессий, работников социальных служб, операторов, работающих в сфере «человек-машина», менеджеров, руководителей и т. д.
По наблюдениям психотерапевтов, эмоциональному выгоранию особенно подвержены интроверты. Людям с таким психотипом рекомендуется тщательно дозировать уровень общения, избегать излишнего воздействия текущих новостей и принимать другие меры, ограничивающие нагрузку на эмоциональную сферу.
Гендерные факторы
Немецкий психолог Урсула Нубер считает, что женщины сталкиваются с эмоциональным выгоранием чаще мужчин. Одна из основных причин этого явления заключается в стрессовой нагрузке женщин, которая для работающих женщин значительно выше стрессовой нагрузки мужчин

## Проявления синдрома «выгорания»[9]
Синдром выгорания может проявляться очень многообразно, это зависит во многом от личностных характеристик и факторов среды, в которых находится человек. В работе M. Burisch указаны наиболее встречающиеся проявления синдрома выгорания. В следующей таблице расположены признаки возникновения синдрома и описание к ним. Также важно понимать, что некоторые симптомы могут взаимно исключать друг друга. Проявления синдрома индивидуальны и не каждый человек проходит все ниже указанные стадии, хронология симптоматики не является обязательной, она также очень индивидуальна.
| 1. Симптомы начальной фазы                | А. Повышенная заинтересованность; постановка целей | - потеря идеализма - концентрация на собственных желаниях - неутоленная жажда признания - зависть - проблемы с партнёрами - конфликты с детьми                 |
| 1. Симптомы начальной фазы                | Б. Истощение                                       | - чувство вины - заниженная самооценка - жалость к себе - озлобленность - чувство слабости - беспокойство - пессимизм/фатализм - апатия - мысли о самоубийстве |
| 2. Сниженная заинтересованность           | А. Клиенты, пациенты и т. д.                       | - обвинение других или системы - упрёки в адрес других людей - нетерпение - нетерпимость - неспособность к компромиссам - недоверие - частые конфликты         |
| 2. Сниженная заинтересованность           | Б. Остальные                                       | - ослабление внимания и памяти - неспособность к решению комплексных задач - неточность - неорганизованность - неспособность к принятию решений                |
| 2. Сниженная заинтересованность           | В. Работа                                          | - негативное отношение к работе - пресыщение - прогулы |
| 2. Сниженная заинтересованность           | Г. Завышенные требования                           | - потеря идеализма - концентрация на собственных желаниях - неутоленная жажда признания - зависть - проблемы с партнёрами - конфликты с детьми                 |
| 3. Эмоциональные реакции, присвоение вины | А. Депрессия                                       | - чувство вины - заниженная самооценка - жалость к себе - озлобленность - чувство слабости - беспокойство - пессимизм/фатализм - апатия и мысли о самоубийстве |
| 3. Эмоциональные реакции, присвоение вины | Б. Агрессия                                        | - обвинение других или системы - упрёки в адрес других людей - нетерпение - нетерпимость - неспособность к компромиссам - недоверие - частые конфликты         |
| 4. Редукция                               | А. Работоспособность                               | - ослабление внимания и памяти - неспособность к решению комплексных задач - неточность - неорганизованность - неспособность к принятию решений                |
| 4. Редукция                               | Б. Мотивация                                       | - пониженная инициативность - пониженная продуктивность - служба по предписанию                                                                                |
| 4. Редукция                               | В. Творчество                                      | - отсутствие фантазии - сниженная чувствительность |
| 4. Редукция                               | Г. Дифференциация                                  | - сопротивление любым нововведениям - ригидное мышление |
| 5. Поверхностность, притупление эмоций    | А. Эмоциональная сфера                             | - упрощение реакций - равнодушие |
| 5. Поверхностность, притупление эмоций    | Б. Социальная жизнь                                | - небольшое участие в жизни других - избегание неформальных контактов - одиночество                                                                            |
| 5. Поверхностность, притупление эмоций    | В. Духовная сфера                                  | - отказ от хобби - незаинтересованность - скука |
| 6. Психосоматические реакции              |                                                    | - ослабление иммунной системы - невозможность расслабиться во время отдыха - нарушения сна - кошмары - сердцебиение - головные боли - тошнота - изменение веса |
| 7. Отчаяние                               |                                                    | - негативное отношение к жизни - чувство безнадежности - отсутствие смысла - мысли о самоубийстве                                                              |

## Основные теоретические подходы

### Трехфакторная модель «выгорания» К. Маслач и С. Джексон
Это наиболее распространенная «модель синдрома выгорания». В ней синдром выгорания рассмотрен как трехмерный конструкт.
1. Эмоциональное истощение. Данное состояние вызвано утомлением, как физическим, так и эмоциональным, вследствие истощения ресурсов организма, постоянного нахождения в стрессовых ситуациях в процессе трудовой деятельности и взаимодействия с людьми. Человек не находит ресурсов и сил для восстановления собственного состояния до того, которое позволило бы эффективно работать без вреда собственному здоровью.
2. Деперсонализация. Проявляется в циничности поведения, бездушности к окружающим, предмету собственного труда, деформации отношений с окружающими. Деперсонализация сегодня заменяется на сходное понятие «цинизм». Также может быть проявлением как сильной зависимости от окружающих, так и проявлением негативизма к реципиентам.
3. Редукция личных достижений. Проявляется в негативной оценке собственных профессиональных успехов и достижений, приуменьшении собственного достоинства, ограничении собственных возможностей.

### Модель Б. Перлмана и Е. Хартмана
Барон Перлман и Е. Алан Хартман предложили модель, которая рассматривает выгорание в аспекте профессиональных стрессов.
Три измерения выгорания отражают три основные симптоматические категории стресса:
- физиологическую, сфокусированную на физических симптомах (физическое истощение);
- аффективно-когнитивную, сфокусированную на установках и чувствах (эмоциональное истощение, деперсонализация);
- поведенческую, сфокусированную на симптоматических типах поведения (деперсонализация, сниженная рабочая продуктивность).

Модель включает четыре стадии развития стресса.
1. Первая стадия отражает степень, в которой рабочая ситуация способствует стрессу. Существует два наиболее вероятных типа ситуаций, при которых возникает стресс. Первый тип ситуаций — навыки и умения субъекта труда являются недостаточными, чтобы соответствовать воспринимаемым или действительным профессиональным требованиям. Второй тип ситуаций — работа не соответствует ожиданиям, потребностям или ценностям субъекта труда. Противоречие между профессиональной компетентностью субъекта труда, его ожиданиями и требованиями со стороны рабочих ситуаций способствует возникновению стресса.
2. Вторая стадия включает в себя восприятие, переживание стресса. Многие ситуации, способствующие стрессу, не приводят к тому, что люди считают себя находящимися под воздействием стресса. Движение от первой стадии ко второй зависит от субъективной оценки стресс-факторов, ресурсов личности, а также от ролевых и организационных переменных.
3. Третья стадия содержит три основных класса реакций на стресс (физиологические, аффективно-когнитивные, поведенческие).
4. Четвертая стадия представляет собой последствия стресса.

Выгорание как многогранное переживание хронического эмоционального стресса находится на четвертой стадии, представляя собой результат реакции на продолжительный стресс.

## Диагностика
Изучение указанного состояния проводилось американскими психологами Кристиной Маслач и Сьюзан Джексон, которые характеризовали его как эмоциональное опустошение. Изучение синдрома проводится по предложенной Маслач методике: Maslach Burnout Inventory (MBI).
На основе «MBI» был разработан опросник «MBI-GS» («Maslach Burnout Inventory-General Survey»). Данный вариант опросника позволяет оценивать выгорание как в профессиях с непосредственными интенсивными межличностными коммуникациями, так и без них.
Помимо MBI в российской психотерапевтической практике используется опросник Виктора Васильевича Бойко. Для тестирования и самотестирования специалистов разных профессий используется опросник по профессиональному выгоранию Е. П. Ильина.
Для диагностики эмоционального выгорания при работе с мигрантами используется методика «Межкультурное эмоциональное выгорание».
На основе методики К. Маслач и С. Джексон была разработана русскоязычная версия — опросник «Профессиональное выгорание», утверждения в котором оценивают чувства и переживания, связанные с выполнением профессиональной, рабочей деятельности.

## В культуре
Симптомы эмоционального выгорания («приступы равнодушия к работе и жизни») были описаны в романе «Туманность Андромеды» (1957) у персонажа Дар Ветер, для лечения которого использовались музыка и трудотерапия.